# Pirates of Monterey
Pirates of Monterey is een Amerikaanse western uit 1947 onder regie van Alfred L. Werker.

## Verhaal
Kapitein Phillip Kent gaat met zijn vriend Pio op missie naar Monterey. Ze moeten er wapens leveren aan de inwoners van Californië, die strijd voeren tegen aanhangers van de Spaanse koning. Die aanhangers vermommen zich als zeerovers en trekken plunderend door de streek. In Los Angeles maakt Phillip kennis met Marguerita Novarro. Na een onvergetelijke nacht in Santa Barbara is ze plots verdwenen. Wanneer hij arriveert in Monterey, komt Phillip erachter dat luitenant Carlo Ortega verloofd is met Marguerita.

## Rolverdeling
| Acteur            | Personage              |
| ----------------- | ---------------------- |
| Maria Montez      | Marguerita Novarro     |
| Rod Cameron       | Kapitein Phillip Kent  |
| Mikhail Rasumny   | Sergeant Pio           |
| Phillip Reed      | Luitenant Carlo Ortega |
| Gilbert Roland    | Majoor De Roja         |
| Gale Sondergaard  | Juffrouw De Sola       |
| Tamara Shayne     | Filomena               |
| Robert Warwick    | Gouverneur De Sola     |
| Michael Raffetto  | Sergeant Gomara        |
| Neyle Morrow      | Manuel de Roja         |
| Victor Varconi    | Kapitein Cordova       |
| Charles Wagenheim | Juan                   |